# Ukrainische Helsinki-Gruppe
Die Ukrainische Helsinki-Gruppe (ukrainisch Українська Гельсінська Група, deutsch auch Ukrainisches Helsinki-Komitee) war eine ukrainische Nichtregierungs-Menschenrechtsorganisation, die am 10. November 1976, nach dem Vorbild der Moskauer Helsinki-Gruppe,  von einer Gruppe von Dissidenten und Menschenrechtsaktivisten um Mykola Rudenko mit dem Ziel gegründet wurde, die Einhaltung der, auch von der Sowjetunion unterschriebenen Schlussakte von Helsinki in der Ukrainischen Sozialistischen Sowjetrepublik zu beobachten und Menschenrechtsverletzungen zu beanstanden.
Die Gruppe war aktiv, bis alle Mitglieder 1981 in Gefangenschaft oder im Exil waren. Von den etwa 40 Mitgliedern wurden 27 von sowjetischen Behörden zu Strafen direkt für ihre Mitgliedschaft in der Gruppe verurteilt. Sie verbrachten insgesamt etwa 170 Jahre in Gefängnissen, Arbeitslagern, Psychiatrien und im Exil. Während der Perestroika kamen zahlreiche Mitglieder der Gruppe frei und organisierten sich im Jahre 1990 in der unabhängigen Ukraine in der Ukrainischen Republikanischen Partei. Im April 2004 ging die Gruppe in der Ukrainischen Helsinki-Menschenrechtsvereinigung auf.

## Mitglieder
Gründungsmitglieder der Bürgerrechtsbewegung waren:
Oles Berdnyk (Олександр Павлович "Олесь" Бердник), Pjotr Grigorenko, Iwan Kandyba (Іва́н Олексі́йович Кандиба), Lewko Lukjanenko, Myroslaw Marynowytsch, Mykola Matussewytsch, Oksana Meschko (Оксана Яківна Мешко),  Mykola Rudenko, Nina Strokata und Oleksij Tychyj (Олексі́й Іва́нович Ти́хий).
Weitere bekannte Mitglieder waren unter anderem:
Mykola Horbal, Mychajlo Horyn, Witalij Kalynytschenko (Віталій Васильович Калиниченко), Jaroslaw Lesiw (Яросла́в Васи́льович Ле́сів), Leonid Pljuschtsch, Jurij Schuchewytsch, Jossyf Sisels (Йо́сиф Самуї́лович Зі́сельс), Wassyl Stus, Nadija Switlytschna, Wolodymyr Tschemerys und Wjatscheslaw Tschornowil.

## Historische Einordnung und Beurteilung
Im April 2015 erklärte die Werchowna Rada, das ukrainische Parlament, die sowjetischen Dissidenten des Helsinki-Komitees offiziell zu Unabhängigkeitskämpfern.